# Ellatrivia caelatura
Ellatrivia caelatura is een slakkensoort uit de familie van de Triviidae. De wetenschappelijke naam van de soort is voor het eerst geldig gepubliceerd in 1918 door Hedley.